# Langues pénutiennes
 (mars 2019).
Le pénutien est une famille de langues parlées dans l'Ouest des États-Unis et du Canada, dont l'existence est soutenue par certains linguistes américains. Le pénutien reste cependant une hypothèse linguistique.

## Les langues pénutiennes
Les différentes familles de langues dont l'appartenance au groupe pénutien est proposée sont les suivantes :
- Groupe de Californie
  - Langues maiduanes
  - Langues miwok
  - Langues costanoanes
  - Langues wintuanes
  - Langues yokuts
- Groupe de l'Oregon
  - Takelma
  - Langues kalapuyanes
  - Groupe de la côte de l'Oregon (en)
    - Langues alséanes
    - Langues siuslawanes
    - Langues coos
- Langues pénutiennes des Plateaux (en) (Oregon, Idaho, État de Washington)
  - Klamath
  - Molala
  - Langues sahaptiennes
  - Cayuse
- Langues chinooks (État de Washington)
- Langues tsimshianiques (Colombie-Britannique)